# Stemplew (osada)
Stemplew – osada w Polsce, położona w województwie łódzkim, w powiecie łęczyckim, w gminie Świnice Warckie.
W latach 1975–1998 miejscowość administracyjnie należała do województwa konińskiego.